# Saona
Saona (špa. Isla Saona) je tropski otok smješten na maloj udaljenosti od kopna na jugoistoku Dominikanske Republike. 
To je zaštićeni prirodni rezervat i dio Istočnoga nacionalnog parka (španjolski: Parque Nacional del Este). Popularna je destinacija za turiste iz cijele Dominikanske Republike, koji dolaze u flotama katamarana i malim gliserima na organizirane izlete svaki dan. 
Otok je poznat po prirodnim ljepotama te plažama. Često puta se koristio za snimanje filmova i reklama poput reklama za čokoladice Bounty.
Saona je dobila ime po Talijanu Micheleu Da Cuneou iz Savone, prijatelju Kristofora Kolumba. Saona i Savona (sada dio Ligurije, sjeverne Italije) još uvijek imaju bratske odnose. 
Otok i vode oko otoka su bogate životinjama poput divljači, ptica i tropskih morskih riba.